# Puccinia aestivalis
Puccinia aestivalis ist eine Ständerpilzart aus der Ordnung der Rostpilze (Pucciniales). Der Pilz ist ein Endoparasit von Microstegium. Symptome des Befalls durch die Art sind Rostflecken und Pusteln auf den Blattoberflächen der Wirtspflanzen. Das Verbreitungsgebiet reicht von Japan bis nach Neuguinea.

## Merkmale

### Makroskopische Merkmale
Puccinia aestivalis ist mit bloßem Auge nur anhand der auf der Oberfläche des Wirtes hervortretenden Sporenlager zu erkennen. Diese wachsen in Nestern, die als gelbliche bis braune Flecken und Pusteln auf den Blattoberflächen erscheinen.

### Mikroskopische Merkmale
Das Myzel von Puccinia aestivalis wächst wie bei allen Puccinia-Arten interzellulär und bildet Saugfäden, die in das Speichergewebe des Wirtes wachsen. Spermogonien oder Aecidien sind nicht bekannt. Die zimtbraunen Uredien wachsen blattunterseitig auf den Blättern des Wirts. Ihre Uredosporen sind oval, 20–25 × 18–21 µm groß, gold- bis zimtbraun und fein stachelwarzig. Die Art verfügt über 26–32 × 20 µm große Amphisporen von ei- bis birnenähnlicher Form. Die Telien der Art sind zimtbraun und wachsen frei. Die hellgoldenen Teleutosporen sind zweizellig, länglich bis langellipsoid und 20–40 × 11–16 µm groß; ihre Stiele sind bis zu 20 µm lang und gelblich.

## Verbreitung
Das Verbreitungsgebiet von Puccinia aestivalis umfasst ein Areal, das sich von Japan über Südostasien bis nach Neuguinea erstreckt.

## Ökologie
Die Wirtspflanze von Puccinia aestivalis ist Anthephora hermaphrodita. Der Pilz ernährt sich von den im Speichergewebe der Pflanzen vorhandenen Nährstoffen, seine Sporenlager brechen später durch die Blattoberfläche und setzen Sporen frei. Die Art verfügt über einen Entwicklungszyklus mit Telien und Uredien, der ohne Wirtswechsel auskommt. Spermogonien und Aecidien fehlen.